# 14148 Jimchamberlin
14148 Jimchamberlin eller 1998 SO45 är en asteroid i huvudbältet som upptäcktes den 25 september 1998 av Spacewatch vid Kitt Peak-observatoriet. Den är uppkallad efter den kanadensiske ingenjören Jim Chamberlin.